# Tata Csoport
A Tata Csoport (hindiटाटा समूह) nemzetközi cégcsoport, amelynek központja az indiai Mumbaiban van.
Piaci kapitalizációját és bevételeit tekintve India legnagyobb magáncége. Érdekeltségei vannak az acélgyártásban, az autóiparban, az információtechnológiában, a kommunikációban, az erőműiparban, a teaiparban és a szállodaiparban.
Hat kontinensen több mint 85 országban működik (köztük Magyarországon). A csoporthoz 98 vállalat tartozik hét üzletágában, ezek közül 27 tőzsdén jegyzett. A legfontosabb cégei közül néhány: Tata Steel, Corus Steel, Tata Motors, Tata Consultancy Services, Tata Tea, Titan Industries, Tata Power, Tata Communications, Tata Teleservices és a Taj Hotels.
A csoport nevét alapítójáról, Dzsamszedzsi Tatáról kapta, akit az indiai ipar atyjaként emlegetnek. Jelenlegi elnöke Ratan Tata, aki 1991-ben J. R. D. Tatától vette át ezt a feladatot. Jelen pillanatban a család ötödik generációja igazgatja a céget.
A csoportnak 2007 végén mintegy 290 ezer alkalmazottja volt.

## Fordítás
- Ez a szócikk részben vagy egészben  a   Tata Group című angol Wikipédia-szócikk ezen változatának fordításán alapul.  Az eredeti cikk szerkesztőit annak laptörténete sorolja fel. Ez a jelzés csupán a megfogalmazás eredetét és a szerzői jogokat jelzi, nem szolgál a cikkben szereplő információk forrásmegjelöléseként.

## Külső hivatkozások
- Tata Group of Companies
- Tata´s AirCar
- Fortune Magazine 2002 profile
- Jamsetji Nusserwanji Tata: The founder of the Tata Empire Jamsetji Tata
- A section of the Tata family Tree Archiválva 2007. március 25-i dátummal a Wayback Machine-ben
- Information about holding by Pallonji in Tata sons
- PUCL Report on Kalinganagar Archiválva 2011. július 18-i dátummal a Wayback Machine-ben
- TATA BUYS INTO TROUBLE